# Elwood, New Jersey
Elwood är en ort i Atlantic County i delstaten New Jersey, USA.